# The Year's Best Fantasy and Horror
The Year's Best Fantasy and Horror était une anthologie de réimpression publiée chaque année par St. Martin's Press de 1988 à 2007. En plus des nouvelles, complétées par une liste de mentions honorables, chaque édition comprenait un des essais rétrospectifs rédigés par les éditeurs et d'autres auteurs. Les deux premières anthologies ont été publiées à l'origine sous le nom de The Year's Best Fantasy avant que le titre ne soit changé à partir du troisième livre.
La série était surtout éditée par Terri Windling et Ellen Datlow, Windling étant principalement responsable de la partie « fantastique » du contenu et Datlow de la partie « horreur ». À partir de la 16è édition (couvrant les œuvres publiées pour la première fois en 2003), le rôle de Windling a été repris par l'équipe de Kelly Link et Gavin Grant. La couverture de chaque édition a été réalisée par Thomas Canty. En 2009, il a été annoncé qu'il n'y aurait pas d'édition 2009,.

## Volumes
- The Year's Best Fantasy: First Annual Collection 1988
- The Year's Best Fantasy: Second Annual Collection 1989
- The Year's Best Fantasy and Horror: Third Annual Collection 1990
- The Year's Best Fantasy and Horror: Fourth Annual Collection 1991
- The Year's Best Fantasy and Horror: Fifth Annual Collection 1992
- The Year's Best Fantasy and Horror: Sixth Annual Collection 1993
- The Year's Best Fantasy and Horror: Seventh Annual Collection 1994
- The Year's Best Fantasy and Horror: Eighth Annual Collection 1995
- The Year's Best Fantasy and Horror: Ninth Annual Collection 1996
- The Year's Best Fantasy and Horror: Tenth Annual Collection 1997
- The Year's Best Fantasy and Horror: Eleventh Annual Collection 1998
- The Year's Best Fantasy and Horror: Twelfth Annual Collection 1999
- The Year's Best Fantasy and Horror: Thirteenth Annual Collection 2000
- The Year's Best Fantasy and Horror: Fourteenth Annual Collection 2001
- The Year's Best Fantasy and Horror: Fifteenth Annual Collection 2002
- The Year's Best Fantasy and Horror: Sixteenth Annual Collection 2003
- The Year's Best Fantasy and Horror: Seventeenth Annual Collection 2004
- The Year's Best Fantasy and Horror: Eighteenth Annual Collection 2005
- The Year's Best Fantasy and Horror: Nineteenth Annual Collection 2006
- The Year's Best Fantasy and Horror: Twentieth Annual Collection 2007
- The Year's Best Fantasy and Horror: Twenty-First Annual Collection 2008